# Show (football)
Pour les articles homonymes, voir Show.
Manuel Luís da Silva Cafumana, surnommé Show, né le 6 mars 1999 à Luanda en Angola, est un footballeur international angolais qui joue au poste de milieu de terrain à Kocaelispor, en prêt du Maccabi Haïfa.

## Biographie

### En club

#### Débuts en Angola (2017-2019)
Manuel Cafumana est né à Luanda, la capitale de l'Angola, et il est formé au CD Primeiro de Agosto l'un des clubs les plus populaires et titrés du pays. En 2017, à l'âge de 17 ans, il est lancé avec l'équipe première et il s'y impose rapidement. Avec son club, il remporte le championnat à trois reprises en 2017, 2018 et 2019 puis remporte également la coupe nationale en 2019. Il participe également à la Ligue des champions africaine où il atteint avec son club les demi-finales en 2018.

#### Lille OSC et prêts au Portugal (2019-2021)
Le 16 juillet 2019, il s'engage au LOSC Lille pour 5 ans. Il est directement prêté une saison au Belenenses SAD afin de s'acclimater au football européen. Il prend part à 26 matchs durant cette saison.
La saison suivante, Show est une nouvelle fois prêté au Portugal, à Boavista.

#### Ludogorets Razgrad (depuis 2021)
En 2021, il signe au Ludogorets Razgrad où il a signé un contrat de 3 ans.

### En sélection
Il est appelé pour la première fois en sélection nationale en 2017. Show dispute sa première compétition internationale lors de la Coupe d'Afrique des nations 2019 en Égypte. En décembre 2023, il est retenu dans la liste des vingt-sept joueurs angolais sélectionnés par Pedro Gonçalves pour disputer la Coupe d'Afrique des nations 2023.

## Statistiques
| Saison                | Club                  | Championnat           | Championnat | Championnat | Coupe nationale | Coupe nationale | Coupe de la Ligue | Coupe de la Ligue | Compétition(s) continentale(s) | Compétition(s) continentale(s) | Compétition(s) continentale(s) | Total | Total |
| Saison                | Club                  | Division              | M.          | B.          | M.              | B.              | M.                | B.                | Comp.                          | M.                             | B.                             | M.    | B.    |
| 2017                  | Primeiro de Agosto    | Girabola              | 16          | 0           | 5               | 0               | -                 | -                 | -                              | -                              | -                              | 21    | 0     |
| 2018                  | Primeiro de Agosto    | Girabola              | 20          | 0           | -               | -               | -                 | -                 | C1                             | 13                             | 0                              | 33    | 0     |
| 2018-2019             | Primeiro de Agosto    | Girabola              | 25          | 2           | 2               | 0               | -                 | -                 | C1                             | 2                              | 0                              | 29    | 2     |
| Sous-total            | Sous-total            | Sous-total            | 61          | 2           | 7               | 0               | -                 | -                 | -                              | 15                             | 0                              | 83    | 2     |
| 2019-2020             | Belenenses SAD        | Liga NOS              | 24          | 0           | 2               | 0               | -                 | -                 | -                              | -                              | -                              | 26    | 0     |
| 2020-2021             | Boavista FC           | Liga NOS              | 31          | 0           | 2               | 0               | -                 | -                 | -                              | -                              | -                              | 33    | 0     |
| 2021-2022             | Ludogorets Razgrad    | Prva Liga             | 11          | 0           | 2               | 1               | -                 | -                 | C3                             | 4                              | 0                              | 17    | 1     |
| Total sur la carrière | Total sur la carrière | Total sur la carrière | 127         | 2           | 13              | 1               | -                 | -                 | -                              | 19                             | 0                              | 159   | 3     |

## Palmarès
|  |  | CD Primeiro de Agosto - Championnat d'Angola - Vainqueur : 2017, 2018, 2019 - Coupe d'Angola - Vainqueur : 2019 |